# جون كولينز (مدير)
جون كولينز (بالإنجليزية: John Collins)‏ هو مدير أمريكي، ولد في 17 أكتوبر 1969 في تشابل هيل في الولايات المتحدة.